# Ust'-Kutskij rajon
L'Ust'-Kutskij rajon (in russo Усть-Кутский район?) è un rajon dell'Oblast' di Irkutsk, nella Russia asiatica; il capoluogo è Ust'-Kut. Istituito il 28 giugno 1926, ricopre una superficie di 34.600 chilometri quadrati e ospita una popolazione di circa 53.000 abitanti.